# 莱维拉日沃韦安
莱维拉日沃韦安（法語：Les Villages Vovéens，法語發音：[le vilaʒ vɔveɛ̃]），法国中北部城市，中央-卢瓦尔河谷大区厄尔-卢瓦省的一个市镇，隶属于沙特尔区，其市镇面积为62.85平方公里，2022年1月1日时人口数量为3,977人，在法国城市中排名第2,846位。
莱维拉日沃韦安位于厄尔-卢瓦省东南部，博斯地区腹地，是一个区域性的中心城市，布雷蒂尼—舒瓦西耶河畔拉芒布罗勒铁路和沙特尔—奥尔良铁路及多条公路在此交汇。

## 地名来源
“Les Villages Vovéens”一名的法语字面直译为“沃夫地区的村落”，其中“村落”为复数。该名称的来源和具体含义尚缺乏官方论述。

## 历史

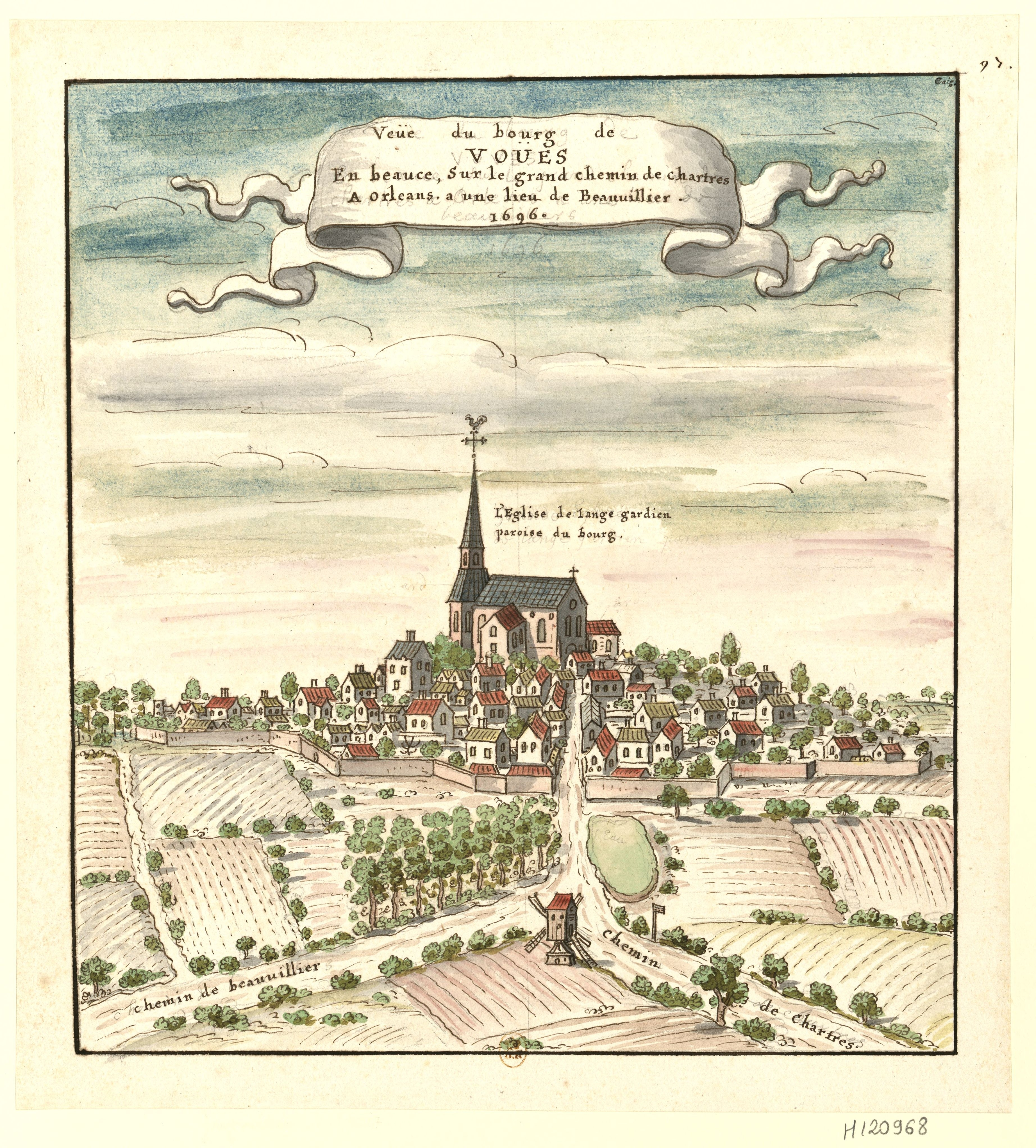
1696年的沃夫（绘画）

莱维拉日沃韦安由蒙坦维尔、鲁夫赖圣弗洛朗坦、圣尼古拉新城和沃夫四个市镇合并而成，新市镇于2015年9月30日获批，并于2016年1月1日挂牌成立。
沃夫是莱维拉日沃韦安的核心市镇，该地早期历史尚不清楚，其所处的博斯地区南部在中世纪中期至18世纪末曾归属于奥尔莱阿奈行省。法国大革命后，沃夫成为厄尔-卢瓦省的一个市镇。工业革命期间兴建的布雷蒂尼—舒瓦西耶河畔拉芒布罗勒铁路、沙特尔—奥尔良铁路和沃夫—图里铁路相继建成通车，沃夫由此成为一个区域性的铁路枢纽。一战期间，沃夫境内曾兴建了一处军事基地，后废弃，1939年，该基地旧址被改建成为一座监狱。二战爆发后，沃夫监狱被纳粹德军控制并改造成为政治类罪犯集中营。1944年5月6日，沃夫监狱发生大规模越狱事件，42名抵抗运动成员通过地下秘道成功逃离，并由此重新加入抵抗运动组织。战后，当地定期举办抵抗运动纪念活动。
蒙坦维尔、鲁夫赖圣弗洛朗坦和圣尼古拉新城历史上均长期为普通农业村落，法国大革命后成为厄尔-卢瓦省的三个独立市镇。

## 地理

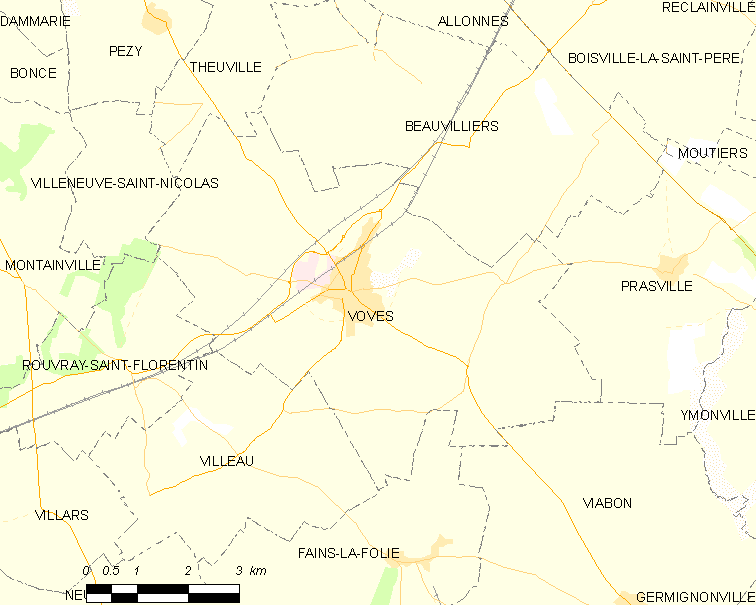
原沃夫市镇范围地图

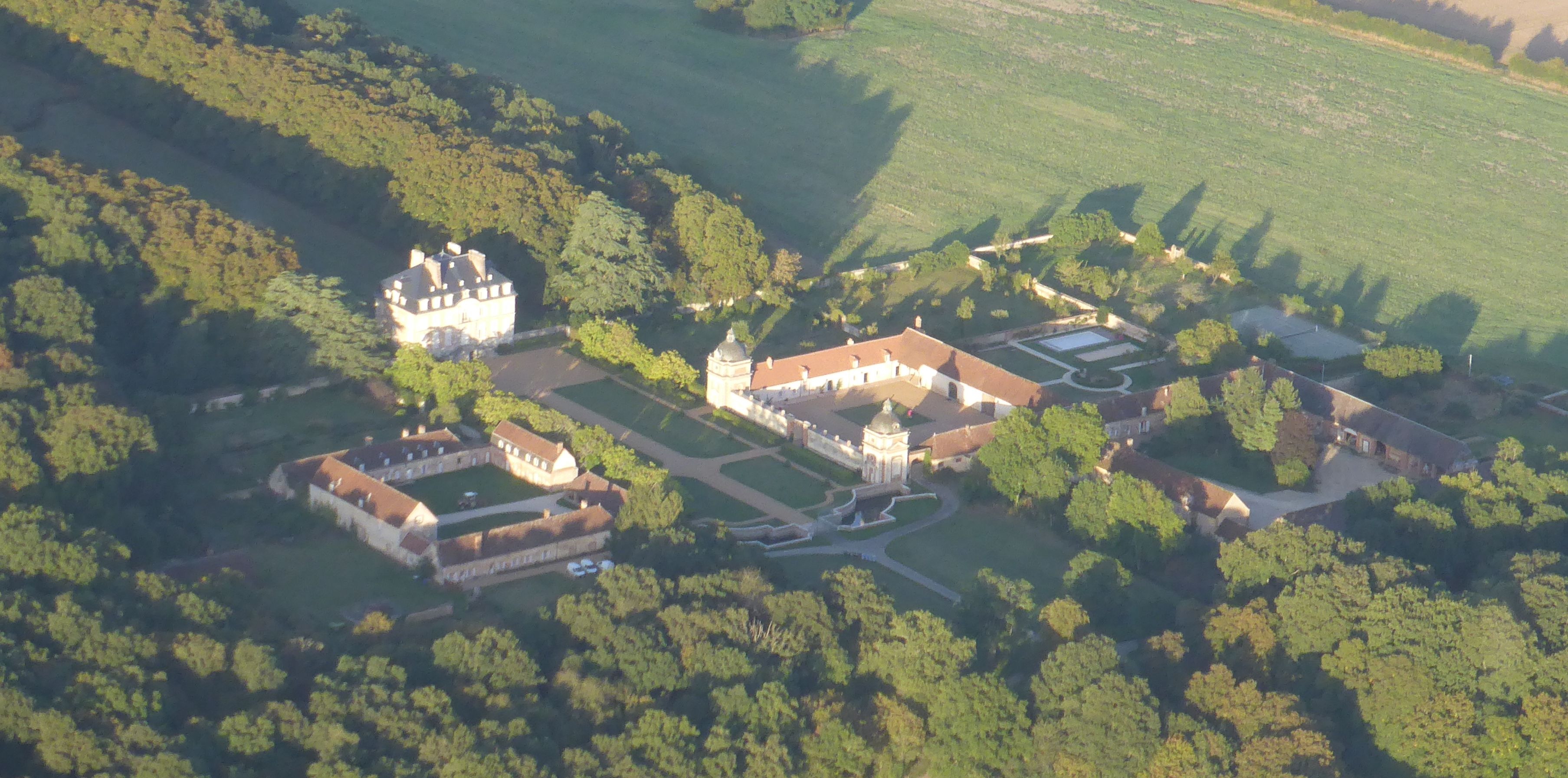
航拍拉博尔德树林

莱维拉日沃韦安位于法国中北部，中央-卢瓦尔河谷大区北部和厄尔-卢瓦省东南部，距离省会沙特尔大约24公里。与莱维拉日沃韦安接壤的市镇包括：邦塞、博斯地区埃奥勒、博维利耶、梅莱勒维达姆、勒戈-圣但尼、特维尔、普拉斯维尔和维拉尔。

### 地形
莱维拉日沃韦安位于博斯平原腹地，境内以平原为主，市镇中心地势较为平坦，全境海拔在136到166米之间。

### 水文
莱维拉日沃韦安位于塞纳河流域范围内，当地无大型天然地表径流。

### 植被
莱维拉日沃韦安属于温带阔叶混交林区，沃夫市区东北部为帕耶树林（Bois Paillet）、鲁夫赖圣弗洛朗坦市区西侧的勒韦尔索城堡附近为拉博尔德树林（Bois de La Borde）。
在鲜花城市的评比中，莱维拉日沃韦安被评为2星级鲜花城市。

### 气候
莱维拉日沃韦安在柯本气候分类法中属于温带海洋性气候（Cfb）。
距离莱维拉日沃韦安最近的常年气象站位于维亚邦境内，以下为该气象站的数据（其中日照数据取自沙托丹气象站）：
| 维亚邦 1981年－2019年 | 维亚邦 1981年－2019年 | 维亚邦 1981年－2019年 | 维亚邦 1981年－2019年 | 维亚邦 1981年－2019年 | 维亚邦 1981年－2019年 | 维亚邦 1981年－2019年 | 维亚邦 1981年－2019年 | 维亚邦 1981年－2019年 | 维亚邦 1981年－2019年 | 维亚邦 1981年－2019年 | 维亚邦 1981年－2019年 | 维亚邦 1981年－2019年 | 维亚邦 1981年－2019年 |
| 月份                  | 1月                   | 2月                   | 3月                   | 4月                   | 5月                   | 6月                   | 7月                   | 8月                   | 9月                   | 10月                  | 11月                  | 12月                  | 全年                  |
| --------------------- | --------------------- | --------------------- | --------------------- | --------------------- | --------------------- | --------------------- | --------------------- | --------------------- | --------------------- | --------------------- | --------------------- | --------------------- | --------------------- |
| 历史最高温 °C（°F）   | 15.1 (59.2)           | 19.5 (67.1)           | 23.9 (75.0)           | 28.5 (83.3)           | 31.3 (88.3)           | 36.5 (97.7)           | 38.6 (101.5)          | 40.1 (104.2)          | 33.4 (92.1)           | 27.3 (81.1)           | 21.6 (70.9)           | 16.9 (62.4)           | 40.1 (104.2)          |
| 平均高温 °C（°F）     | 6.5 (43.7)            | 8.5 (47.3)            | 12.2 (54.0)           | 15.5 (59.9)           | 19.4 (66.9)           | 23.2 (73.8)           | 25.9 (78.6)           | 25.8 (78.4)           | 21.4 (70.5)           | 16.4 (61.5)           | 10.2 (50.4)           | 6.6 (43.9)            | 16 (61)               |
| 日均气温 °C（°F）     | 3.9 (39.0)            | 5.1 (41.2)            | 7.5 (45.5)            | 10.1 (50.2)           | 13.9 (57.0)           | 17.1 (62.8)           | 19.4 (66.9)           | 19.4 (66.9)           | 15.7 (60.3)           | 12 (54)               | 7.1 (44.8)            | 4.1 (39.4)            | 11.3 (52.3)           |
| 平均低温 °C（°F）     | 1.2 (34.2)            | 1.7 (35.1)            | 2.9 (37.2)            | 4.7 (40.5)            | 8.5 (47.3)            | 11.1 (52.0)           | 13 (55)               | 13.1 (55.6)           | 9.9 (49.8)            | 7.6 (45.7)            | 3.9 (39.0)            | 1.6 (34.9)            | 6.6 (43.9)            |
| 历史最低温 °C（°F）   | −14.3 (6.3)           | −16.7 (1.9)           | −12.3 (9.9)           | −4.3 (24.3)           | −0.2 (31.6)           | 3 (37)                | 5.7 (42.3)            | 3 (37)                | 1.2 (34.2)            | −5.2 (22.6)           | −14.6 (5.7)           | −11.1 (12.0)          | −16.7 (1.9)           |
| 平均降水量 mm（）     | 49.5 (1.95)           | 42.4 (1.67)           | 40.8 (1.61)           | 47.2 (1.86)           | 49.9 (1.96)           | 44.8 (1.76)           | 51.8 (2.04)           | 40.8 (1.61)           | 45.5 (1.79)           | 58 (2.3)              | 54.8 (2.16)           | 58.3 (2.30)           | 583.8 (22.98)         |
| 月均日照時數          | 65.4                  | 87.2                  | 139.9                 | 180                   | 209.5                 | 226.3                 | 230                   | 228.4                 | 182.6                 | 120.1                 | 71.6                  | 58.4                  | 1,799.4               |
| 来源：infoclimat.fr   |                       |                       |                       |                       |                       |                       |                       |                       |                       |                       |                       |                       |                       |

## 行政区划
莱维拉日沃韦安的市镇编号为28422，邮政编号为28150。
在行政管理方面，莱维拉日沃韦安隶属于法国中央-卢瓦尔河谷大区厄尔-卢瓦省沙特尔区；在地方选举方面，莱维拉日沃韦安是莱维拉日沃韦安县的中央投票站所在地，其市镇范围全境被划入厄尔-卢瓦省第四选区；在社会管理方面，莱维拉日沃韦安是博斯之心市镇公共社区的组成部分。
截至2024年1月，莱维拉日沃韦安市镇范围内暂无任何城市敏感街区及城市政策优先街区。
法国国家统计与经济研究所（简称）在进行数据统计时，将莱维拉日沃韦安市镇单独设为莱维拉日沃韦安城市核心区（Unité urbaine des Villages Vovéens），未将莱维拉日沃韦安划入任何城市区（Aire urbaine）。自2020年起，莱维拉日沃韦安被划入包含117个市镇的沙特尔城市辐射区。此外，还将组成莱维拉日沃韦安的四个旧市镇各自看作一个独立的“块区”（IRIS），以便于统计人口分布情况。

## 交通

### 公路
厄尔-卢瓦省省道D10线、D12线、D17线、D22线、D29线、D114.12线、D130线、D154线、D137线、D334线、D336线、D353.2线、D353.5线和D935线在莱维拉日沃韦安境内交汇。中央-卢瓦尔河谷大区城际客运（商业名称为“Rémi”）2.9线及下属的厄尔-卢瓦省的城际客运2线经停莱维拉日沃韦安，可前往沙特尔、图尔、旺多姆、奥尔良等地。
| 3 | 19 |

| 沙特尔-埃帕尔广场 | 23 |

| 博讷瓦勒 | 23 |

| 阿尔特奈 | 31 |

2020年，74.8%的莱维拉日沃韦安家庭拥有至少一辆私人汽车。2020年，莱维拉日沃韦安境内共发生各类交通事故4起，造成5人受伤，其中3人重伤。

### 铁路

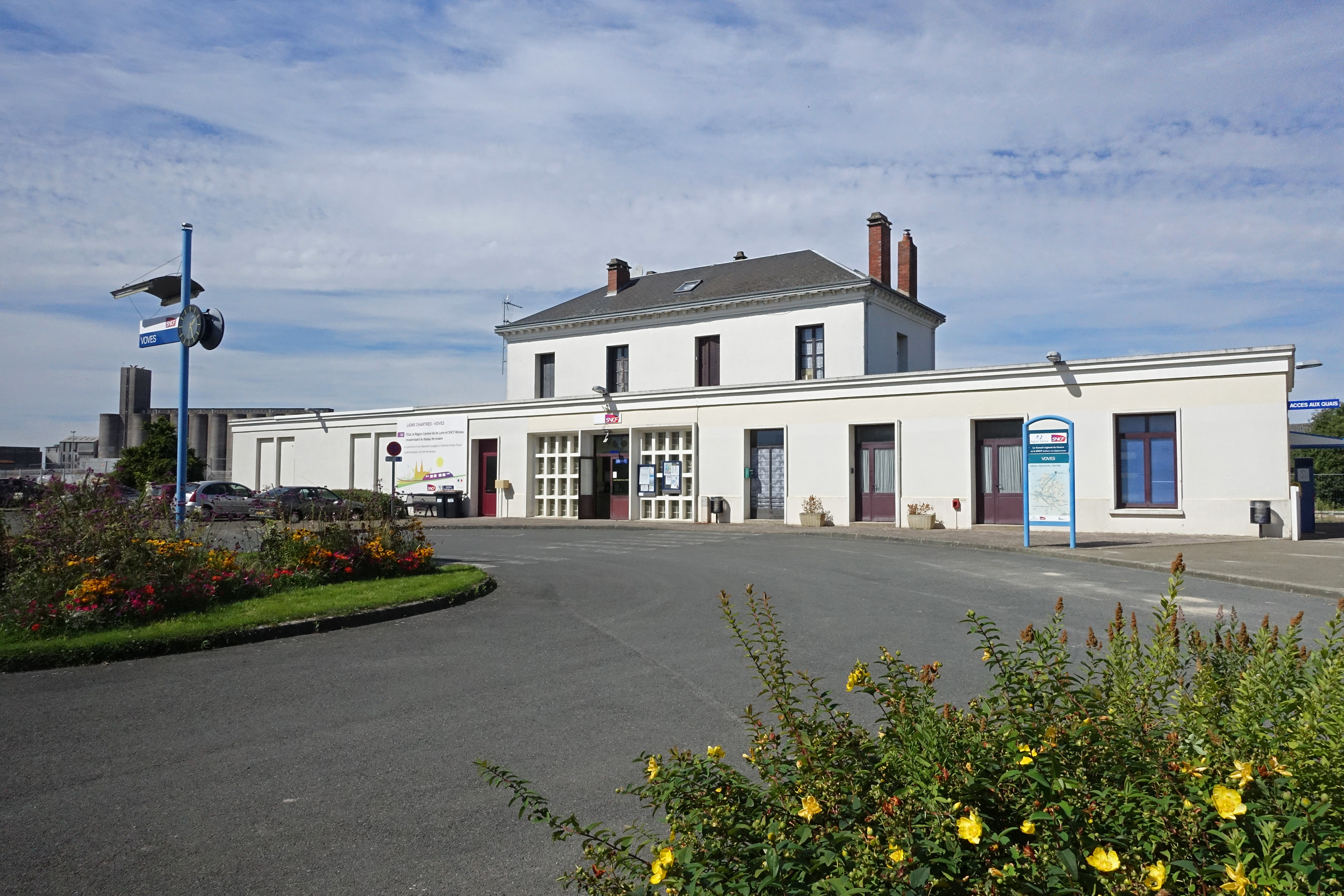
沃夫站的主站房及站前广场

莱维拉日沃韦安位于布雷蒂尼—舒瓦西耶河畔拉芒布罗勒铁路、沙特尔—奥尔良铁路和沃夫—图里铁路的交汇处，其中往图里方向的铁路已废弃；大西洋高速铁路亦经过莱维拉日沃韦安境内但未设站。沃夫站位于沃夫市区北部，该站停靠前往沙特尔、巴黎和沙托丹三个方向的区域列车，部分车次可直通图尔。

### 航空
莱维拉日沃韦安距离巴黎-奥利机场的公路里程大约92公里。

### 城市公共交通
截至2024年1月，莱维拉日沃韦安暂无城市公共交通系统。

## 政治

### 市政内阁

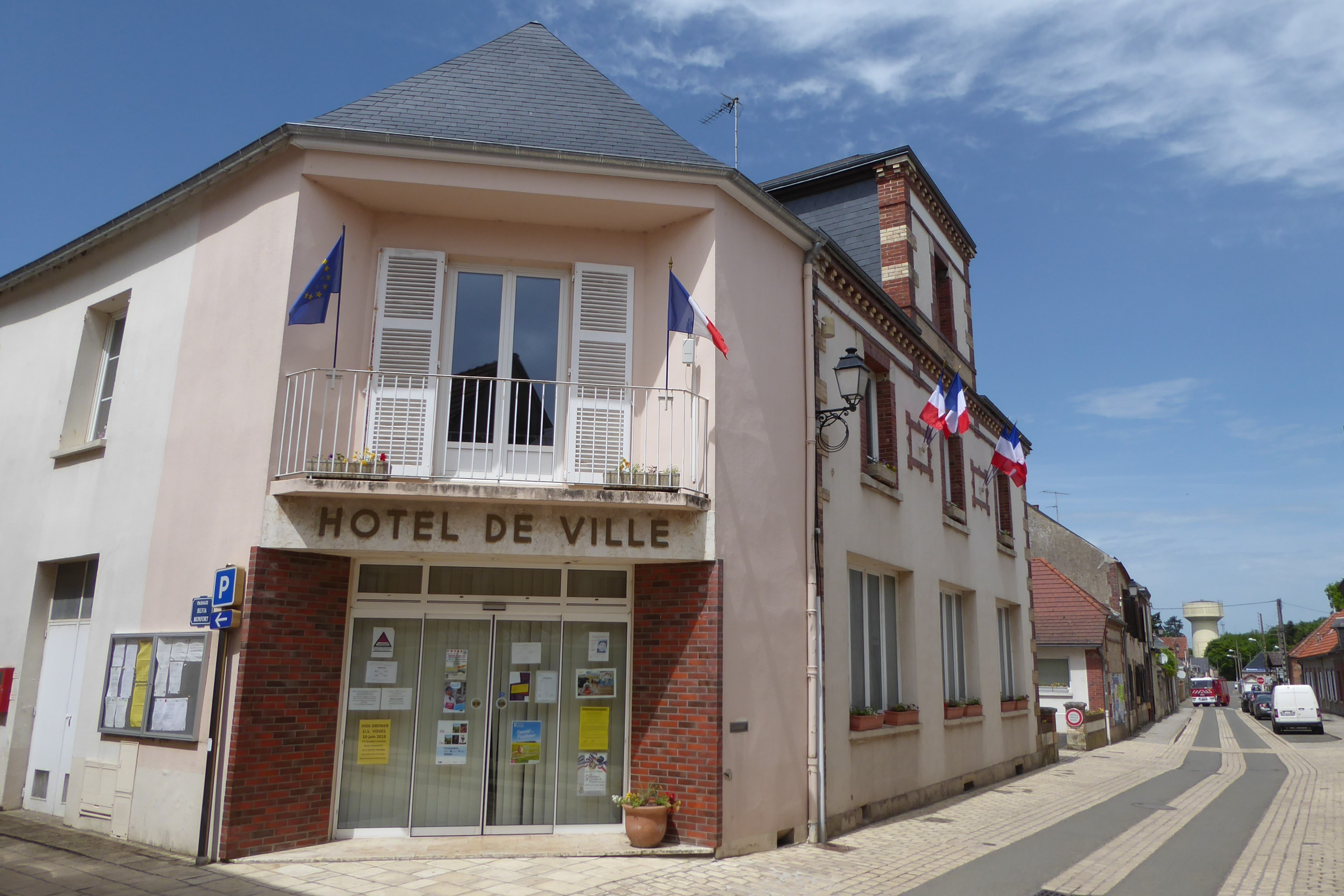
莱维拉日沃韦安市政厅

莱维拉日沃韦安的现任市长为马克·盖里尼先生（Marc GUERRINI），他是一名中间派，在2020年的市政选举中获得了58.66%的支持率。
| 莱维拉日沃韦安历届市长 | 莱维拉日沃韦安历届市长    | 莱维拉日沃韦安历届市长 |
| 任期                   | 市长                      | 党派                   |
| ---------------------- | ------------------------- | ---------------------- |
| 2016年－               | Marc GUERRINI 马克·盖里尼 | DVC混杂中间派          |

### 各级选举
| 莱维拉日沃韦安历届投票选举结果 | 莱维拉日沃韦安历届投票选举结果 | 莱维拉日沃韦安历届投票选举结果 | 莱维拉日沃韦安历届投票选举结果 | 莱维拉日沃韦安历届投票选举结果 | 莱维拉日沃韦安历届投票选举结果 | 莱维拉日沃韦安历届投票选举结果 | 莱维拉日沃韦安历届投票选举结果 | 莱维拉日沃韦安历届投票选举结果 | 莱维拉日沃韦安历届投票选举结果 |
| 选举项目                       | 选举范围                       | 选区单位                       | 选区单位内的选举结果           | 选区单位内的选举结果           | 选区单位内的选举结果           | 选区单位内的选举结果           | 选区单位内的选举结果           | 选区单位内的选举结果           | 参考资料                       |
| 选举项目                       | 选举范围                       | 选区单位                       | 第一轮胜出者                   | 第一轮胜出者                   | 支持率                         | 第二轮胜出者                   | 第二轮胜出者                   | 支持率                         | 参考资料                       |
| ------------------------------ | ------------------------------ | ------------------------------ | ------------------------------ | ------------------------------ | ------------------------------ | ------------------------------ | ------------------------------ | ------------------------------ | ------------------------------ |
| 2017年法國總統選舉             | 法國                           | 市镇                           |                                | 玛丽娜·勒庞                    | 31.65%                         |                                | 埃马纽埃尔·马克龙              | 51.9%                          | [ 28 ]                         |
| 2017年法国立法选举             | 厄尔-卢瓦省第四选区            | 市镇                           |                                | 菲利普·维吉耶                  | 41.06%                         |                                | 菲利普·维吉耶                  | 70.16%                         | [ 28 ]                         |
| 2019年欧洲议会选举             | 法國                           | 市镇                           |                                | 若尔丹·巴尔代拉                | 33.88%                         | （不适用）                     | （不适用）                     | （不适用）                     | [ 30 ]                         |
| 2021年法国省级选举             | 厄尔-卢瓦省                    | 县                             |                                | 德尔菲娜·布勒通 马克·盖里尼    | 35.09%                         |                                | 德尔菲娜·布勒通 马克·盖里尼    | 64.92%                         | [ 31 ]                         |
| 2021年法国省级选举             | 厄尔-卢瓦省                    | 市镇                           |                                | 德尔菲娜·布勒通 马克·盖里尼    | 44.84%                         |                                | 德尔菲娜·布勒通 马克·盖里尼    | 70.84%                         | [ 31 ]                         |
| 2021年法国大区选举             |                                | 市镇                           |                                | 马克·费诺                      | 25.23%                         |                                | 弗朗索瓦·博诺                  | 32.25%                         | [ 32 ]                         |
| 2022年法国总统选举             | 法國                           | 市镇                           |                                | 玛丽娜·勒庞                    | 36.75%                         |                                | 玛丽娜·勒庞                    | 56.89%                         | [ 28 ]                         |
| 2022年法国立法选举             | 厄尔-卢瓦省第四选区            | 市镇                           |                                | 菲利普·维吉耶                  | 40.02%                         |                                | 菲利普·维吉耶                  | 54.53%                         | [ 28 ]                         |

## 人口
2020年，莱维拉日沃韦安市镇人口数量为3,932，在法国排名第2,846位。其中男性1,913人，女性2,019人，75岁及以上人口占9.8%，外籍人口数量为68人，人口密度为119人/平方公里，当地居民暂无官方称谓。2022年，莱维拉日沃韦安境内出生41人，死亡人口56人。
| 莱维拉日沃韦安2016年－2021年人口变化情况 |
|                                          |
| 数据来源：INSEE                          |

## 经济
莱维拉日沃韦安是一个区域性的中心城市。截至2024年1月，莱维拉日沃韦安市镇范围内共有各类用人单位（包含自雇）582家，比上一年同期新增28家。（零售）、（农机销售）及（金属构建制造）是当地2021年营业额最高的三个企业，分别为23,961,885欧元、18,827,825欧元和17,888,587欧元。

## 财政与居民收入
2021年，莱维拉日沃韦安的财政收入总额为3,157,160欧元，财政支出总额为3,040,790欧元，当年的债务总额为5,015,280欧元。2021年，莱维拉日沃韦安市镇通过增值税获得107,970欧元的收入，此外当地还共获得了472,310欧元的国家直接财政补助。
| 莱维拉日沃韦安居民收入情况                       | 莱维拉日沃韦安居民收入情况 | 莱维拉日沃韦安居民收入情况 | 莱维拉日沃韦安居民收入情况 |
| 内容                                             | 莱维拉日沃韦安             | 法国                       | 统计年份                   |
| ------------------------------------------------ | -------------------------- | -------------------------- | -------------------------- |
| 征税家庭总数                                     | 1,666                      | 1,081（法国市镇平均）      | 2022年                     |
| 居民平均月收入                                   | 2,056欧元                  | 2,435欧元                  | 2022年                     |
| 高级职员人均月收入                               | 3,317欧元                  | 4,331欧元                  | 2021年                     |
| 中级职员人均月收入                               | 2,273欧元                  | 2,470欧元                  | 2021年                     |
| 普通职员人均月收入                               | 1,716欧元                  | 1,801欧元                  | 2021年                     |
| 贫困率                                           | 11%                        | 14.5%                      | 2020年                     |
| 青壮年（15至64岁）失业率                         | 13.1%                      | 7.4%                       | 2020年                     |
| 征税家庭数量占比                                 | 43.8%                      | 45.5%                      | 2020年                     |
| 家庭年均纳税                                     | 2,193欧元                  | 4,393欧元                  | 2022年                     |
| 资料来源：INSEE、L'Internaute、Le Journal du Net |                            |                            |                            |

## 社会事务

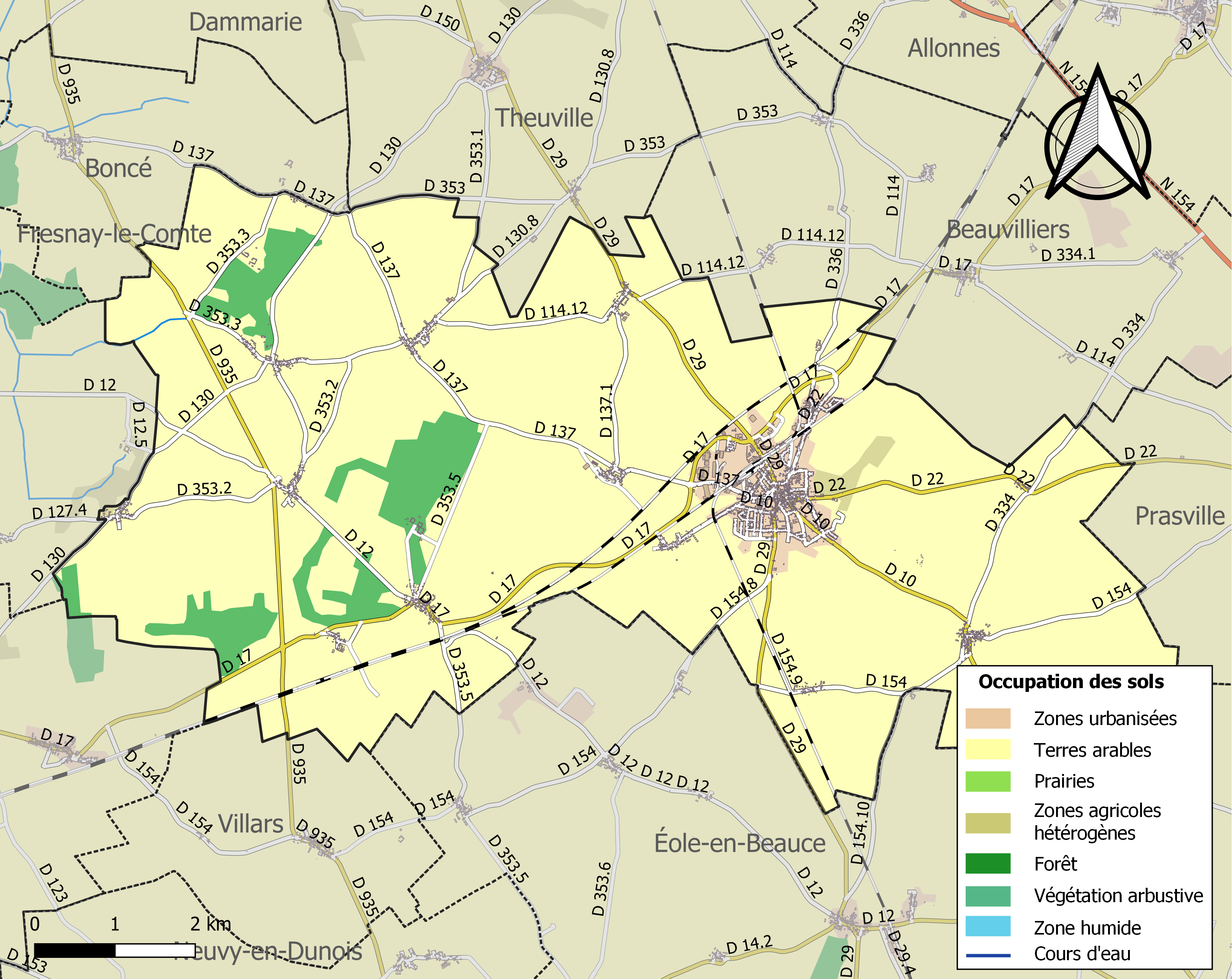
莱维拉日沃韦安土地利用情况地图

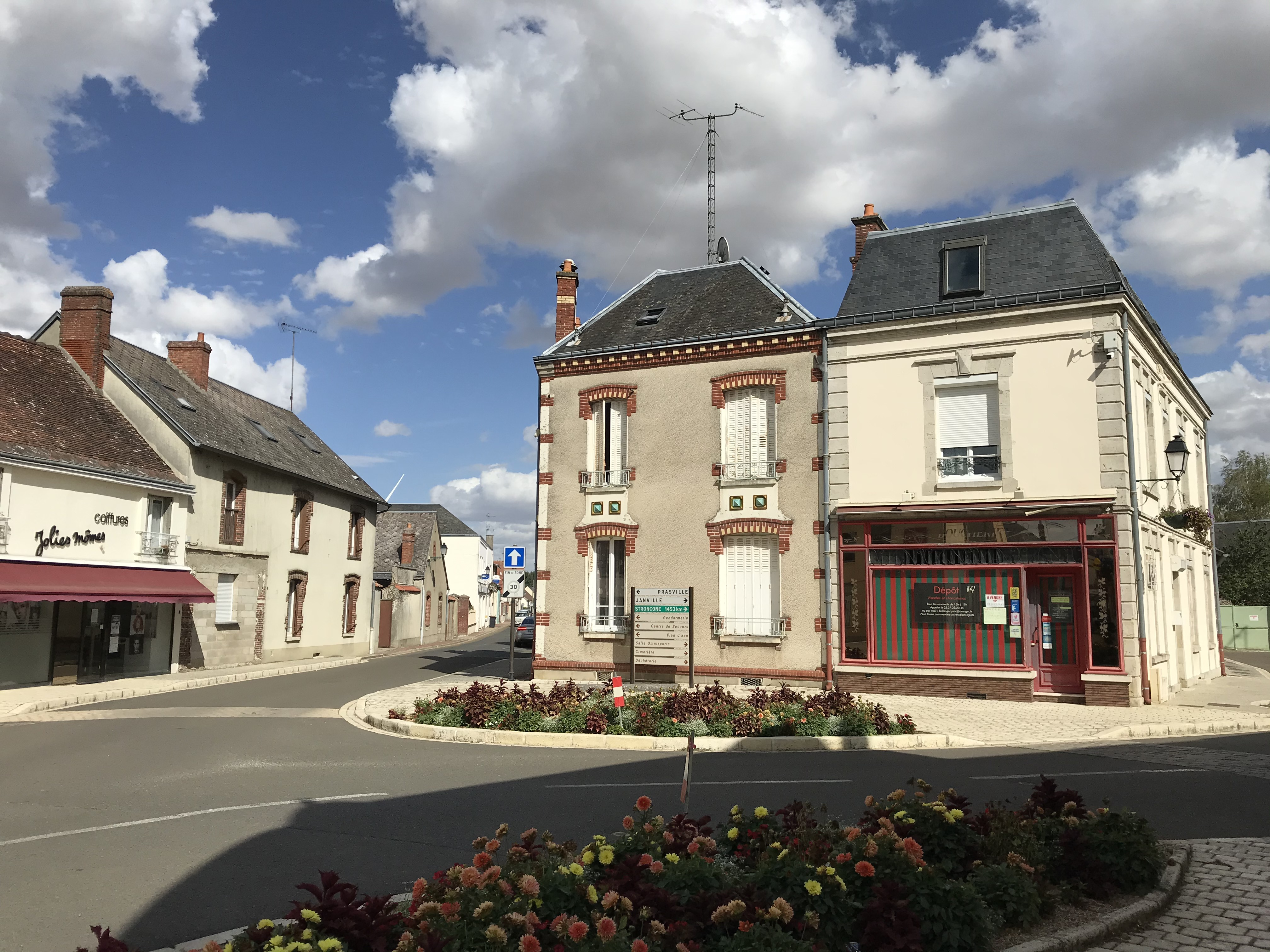
凡尔登街口

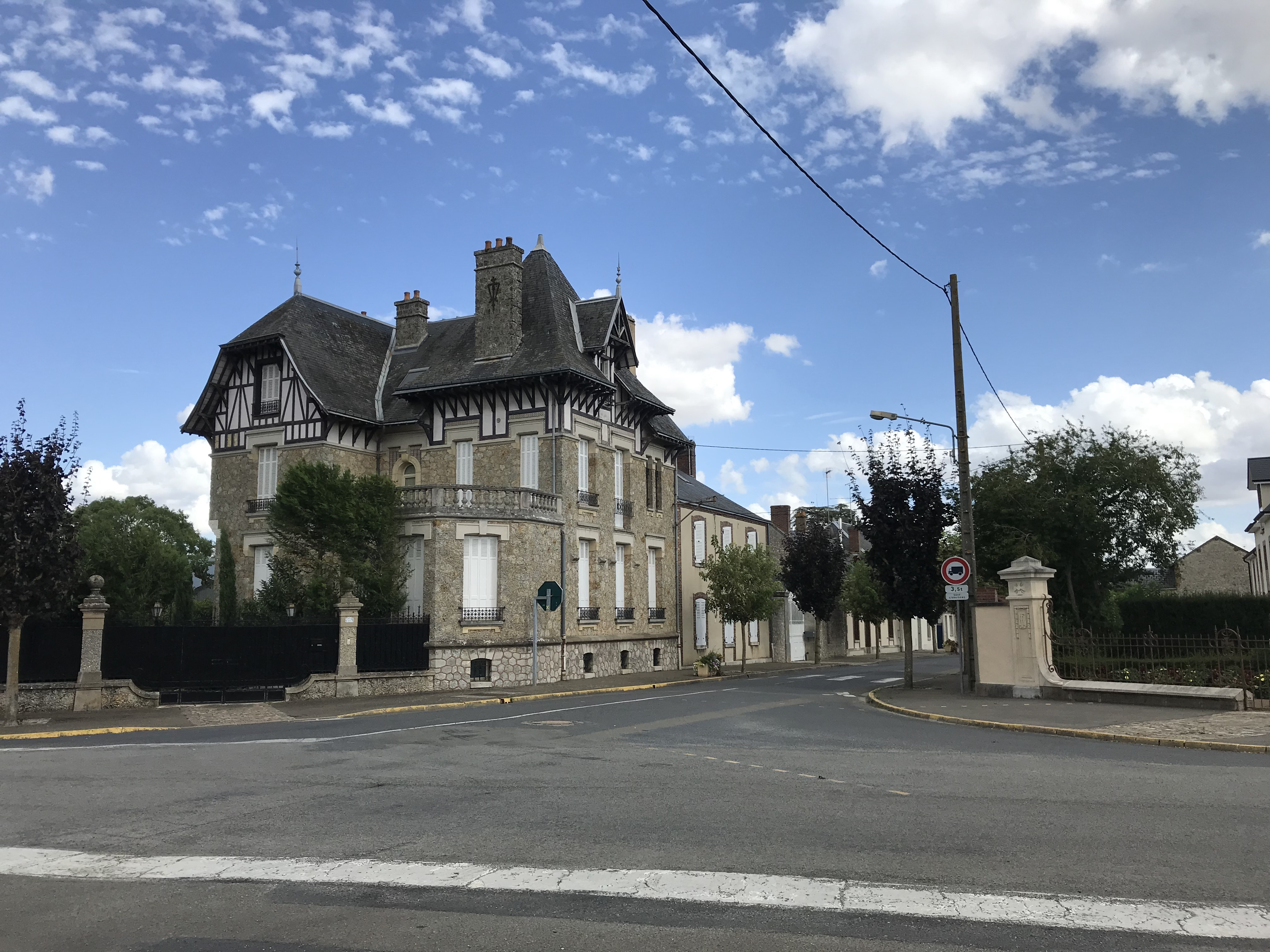
一处传统民居

### 教育
莱维拉日沃韦安属于奥尔良-图尔学区。截至2021年1月1日，莱维拉日沃韦安境内共有1所幼儿园、2所小学和1所初级中学。 2021至2022学年度，莱维拉日沃韦安境内共有在校中等教育阶段学生483名。

### 医疗
截至2021年1月1日，莱维拉日沃韦安境内共有全科医生5名、保健师3名、牙医2名、护士8名和助产士1名。境内共有药房1家、养老院1家。
距离莱维拉日沃韦安最近的区域性医疗机构为沙特尔中心医院（Centre Hospitalier de Chartres），其主病区路易·巴斯德医院（Hôpital Louis Pasteur）位于勒库德赖，距离莱维拉日沃韦安市区的正常车程大约20分钟，该院设有床位564个，是厄尔-卢瓦省境内规模最大的公立综合性医院。

### 住房
2020年，莱维拉日沃韦安境内共有各类住房1,964套，其中81.2%为独立式住宅，18.1%为集中式住宅。常住房屋占莱维拉日沃韦安市镇范围内居民建筑总量的85.0%。
在住房保障政策方面，2022年，莱维拉日沃韦安境内共有214户家庭获得了住房经济补助，受益人数占总人口数量的6.5%，其中192份为房租补助。

### 商业
2021年，莱维拉日沃韦安境内共有各类实体商铺82家，其中餐厅6家、大型超市3家、杂货店1家、面包房3家、书店2家、装饰品店1家、银行门店4家、美容美发店7家、汽车维修店4家。沃夫镇中心建有一家Leader Price便民超市，南侧建有一家家乐福超市，市区北部的高铁线附近则建有一家Intermarché大型超市。

### 体育
2021年，莱维拉日沃韦安境内共有1间体育馆、2座综合体育场、3处网球场、1处足球或橄榄球场、1处篮球或排球场以及1处高尔夫球场。
截至2024年1月，莱维拉日沃韦安境内暂无任何注册足球俱乐部。

### 环境
莱维拉日沃韦安的环境事务由其所属的博斯之心市镇公共社区联合各级政府协调负责。2021年，莱维拉日沃韦安境内共有2家污染企业。

### 治安
2021年，莱维拉日沃韦安市镇范围内有1处宪兵队。
莱维拉日沃韦安及其附近的共107个市镇是吕塞国家宪兵队（zone gendarmerie de Lucé）的管辖范围。2020年，该宪兵队累计记录各类案件2,724起，其中盗窃类案件1,296起，经济类案件399起，毒品交易类案件111起。

## 文化
2021年，莱维拉日沃韦安境内暂无任何文化设施。莱维拉日沃韦安境内建有图书馆（Bibliothèque），每周二至六向公众开放。

### 建筑
莱维拉日沃韦安境内有多处历史建筑，其中勒韦尔索城堡、沃夫营地等为法国国家文物保护单位，圣吕班教堂是当地的地标性建筑物。

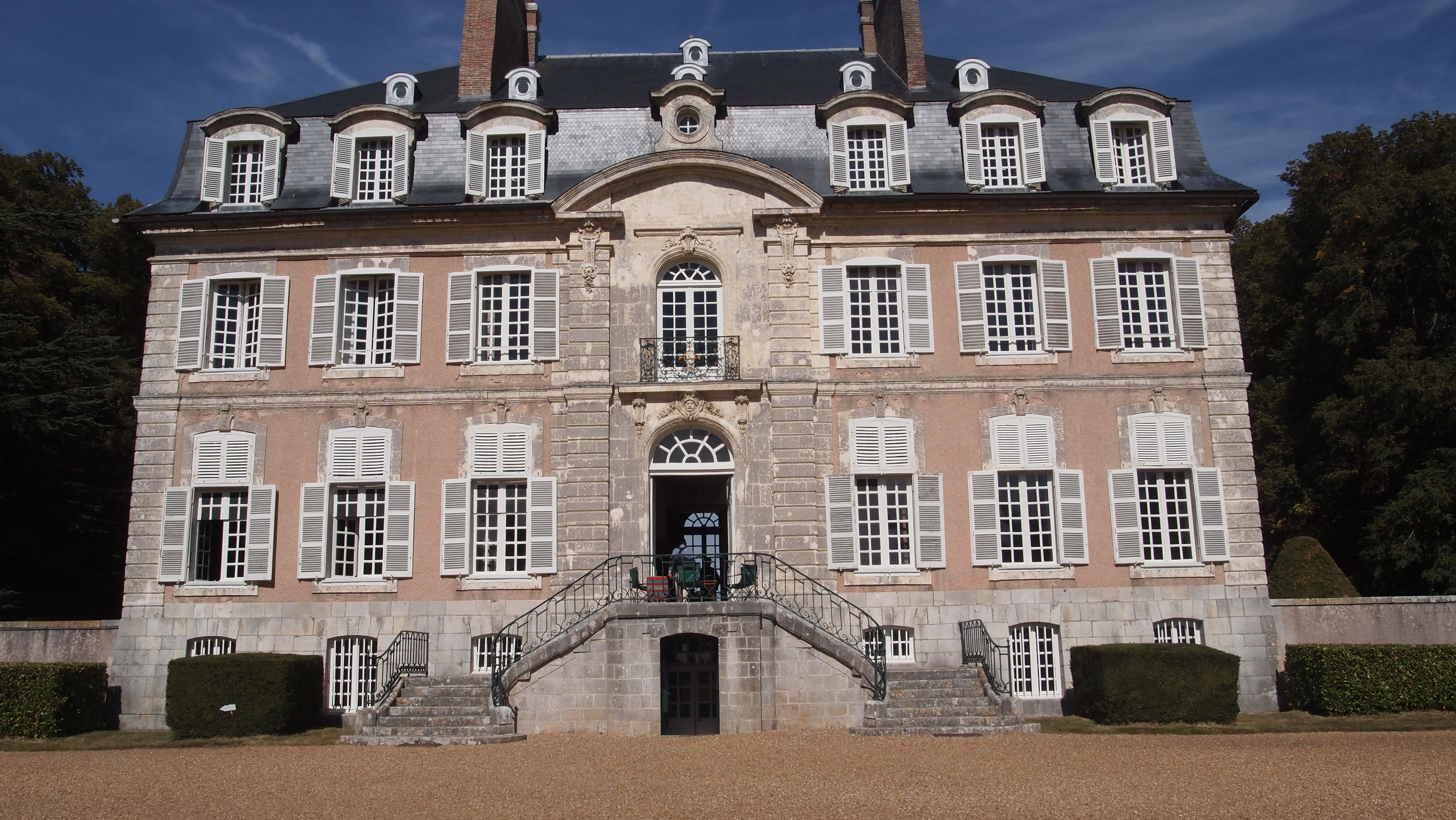
勒韦尔索城堡（法语：Château de Reverseaux）
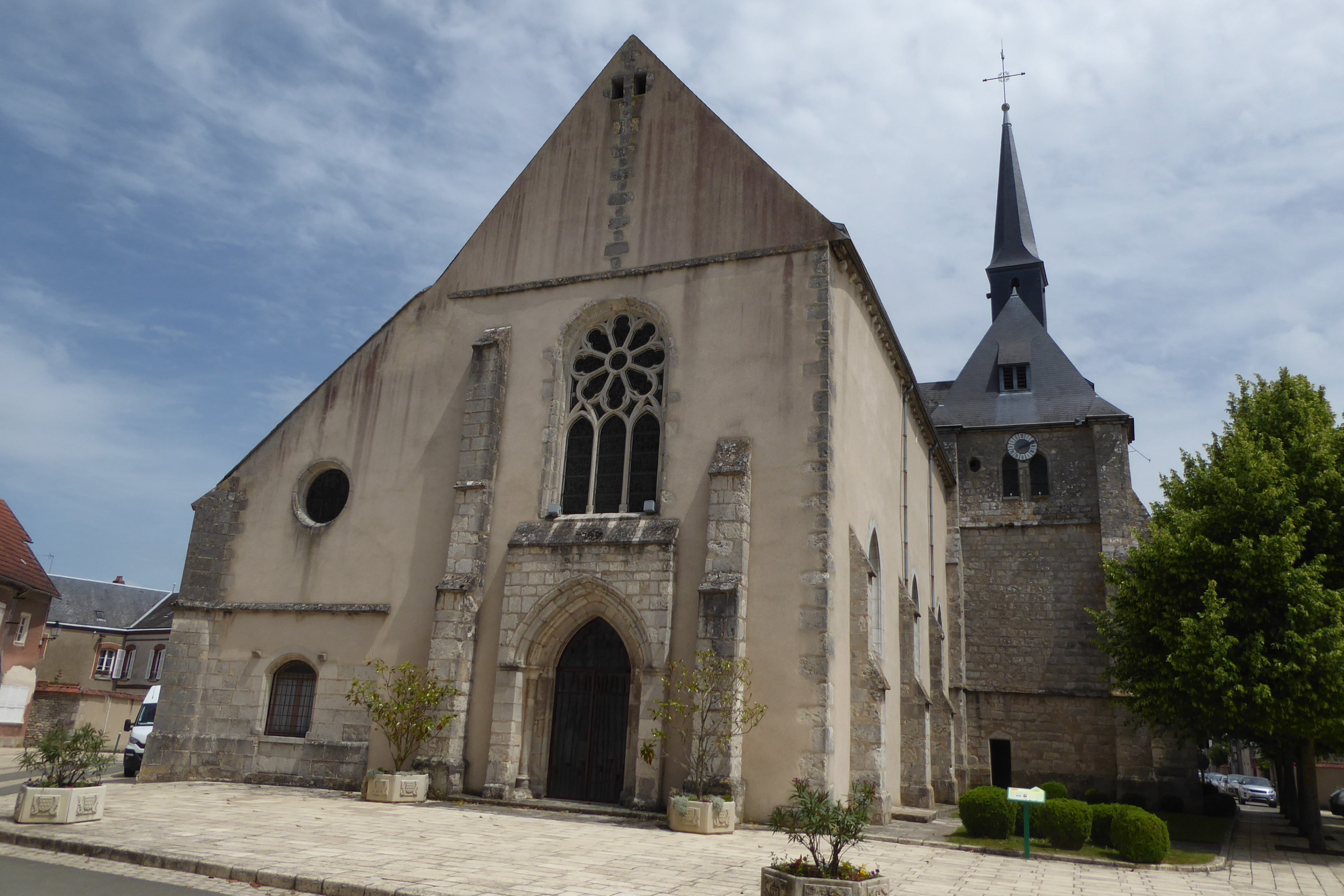
圣吕班教堂
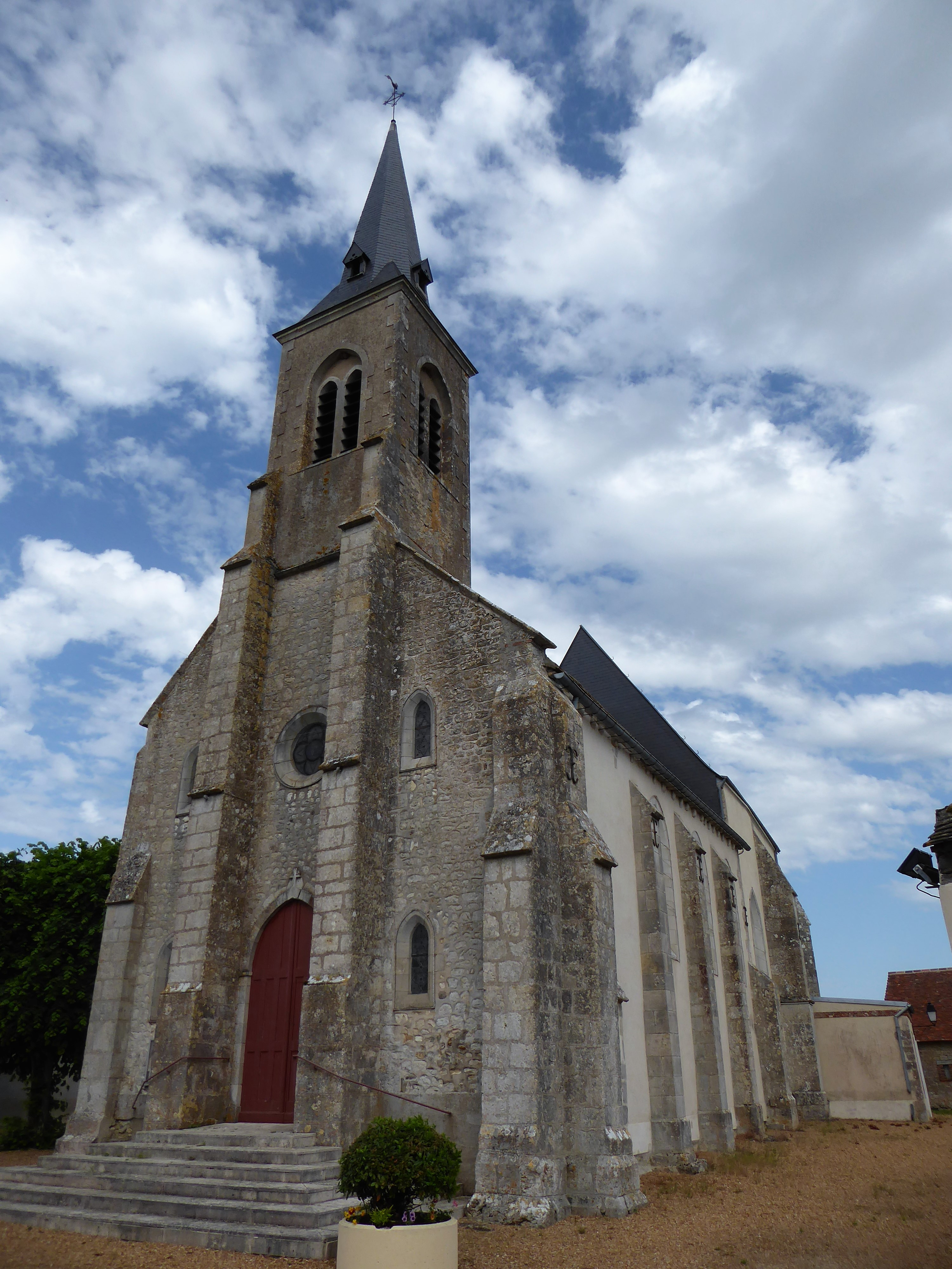
圣伯多禄-圣保罗教堂
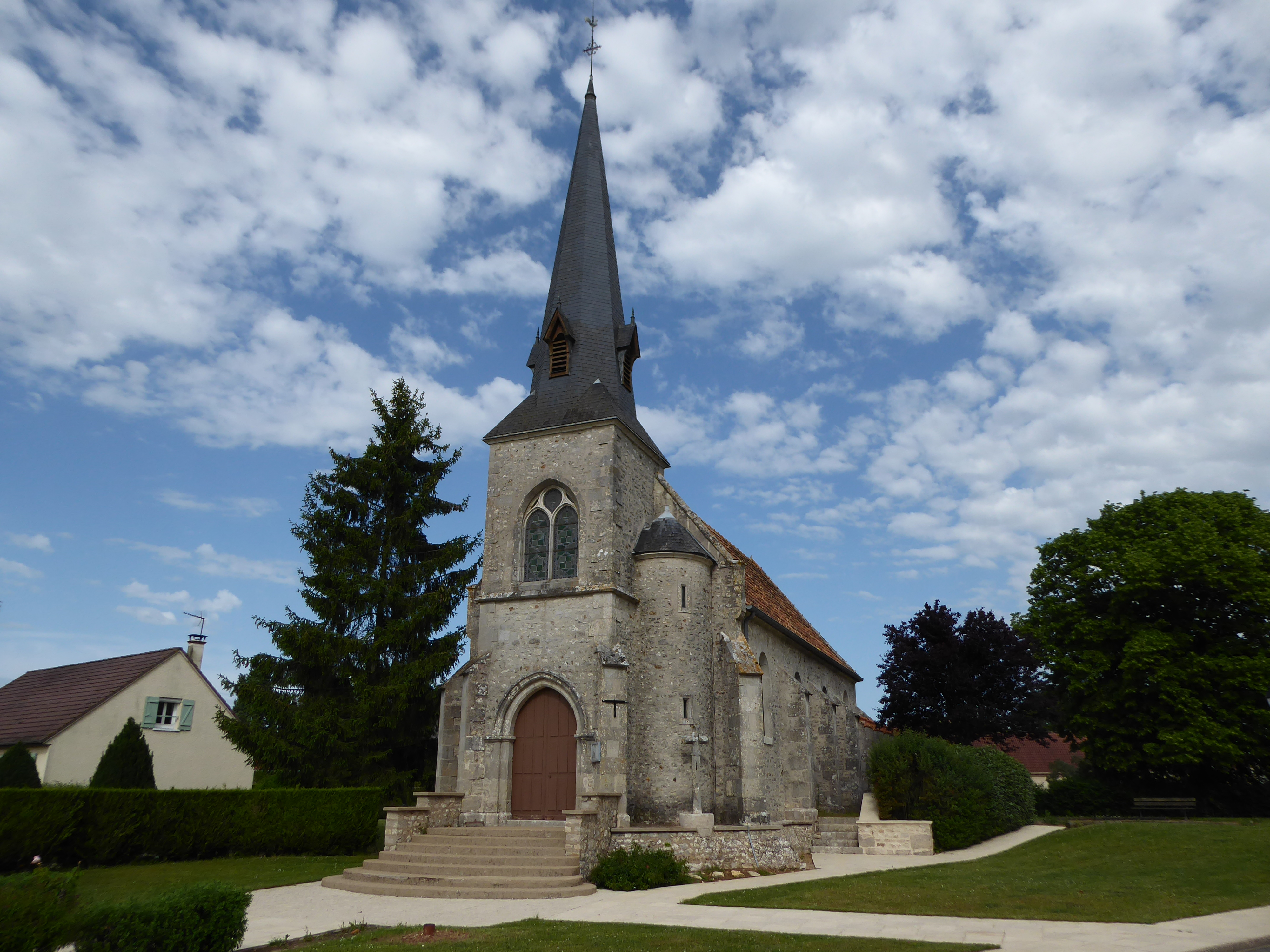
圣洛朗教堂
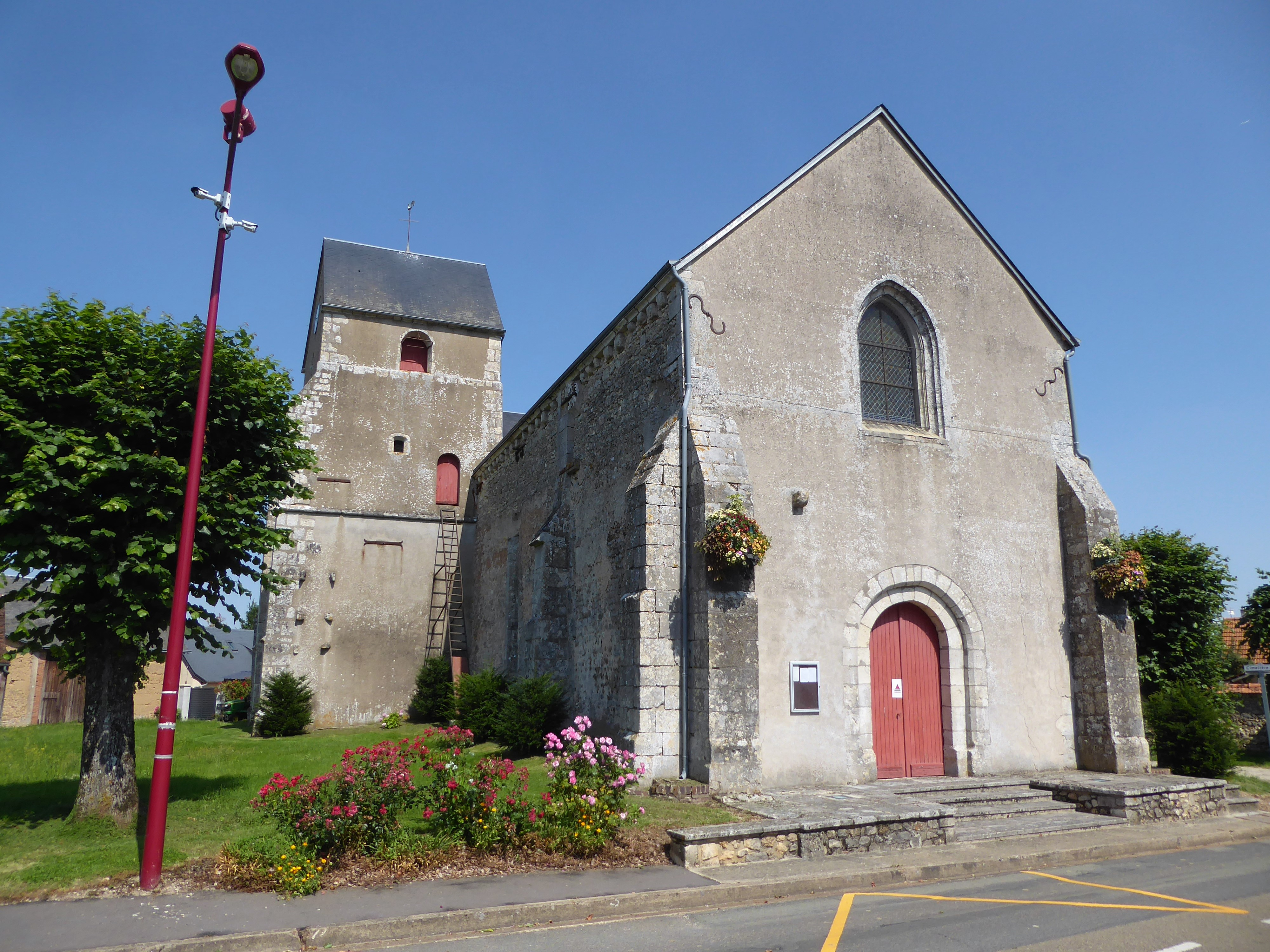
蒙坦维尔教堂
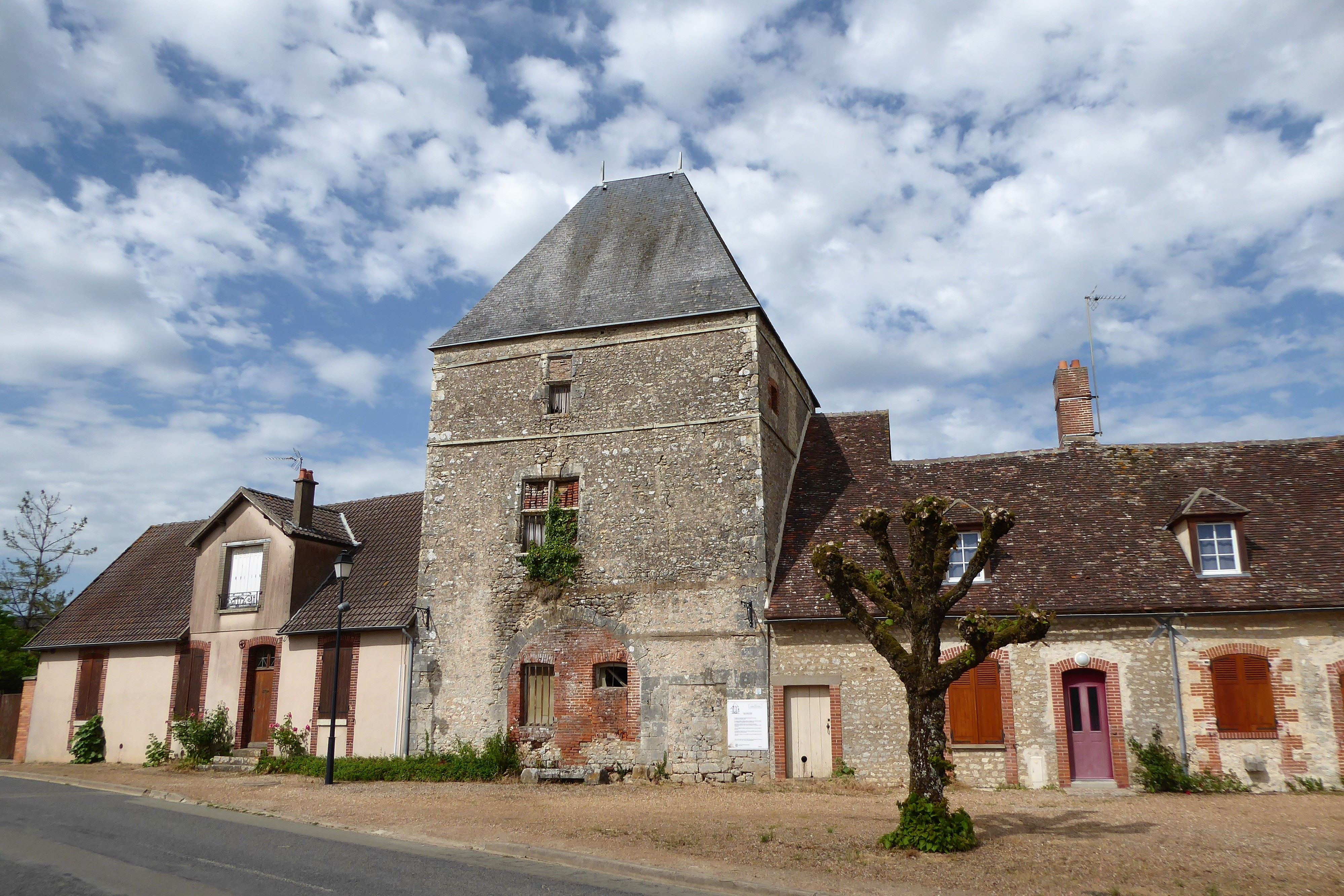
鲁夫赖圣弗洛朗坦塔楼

### 旅游
莱维拉日沃韦安的旅游事务由其所属的博斯之心市镇公共社区联合各级政府协调负责。2023年，莱维拉日沃韦安境内共有1家酒店共计20间房间。

### 媒体
法国主要的媒体均可在莱维拉日沃韦安接收，法国电视三台下属的中央-卢瓦尔河谷大区频道在部分时段播出莱维拉日沃韦安所在厄尔-卢瓦省的地方新闻。《共和回声报》、蓝色法兰西奥尔良广播等是当地主要的地方性媒体。

## 相关人物
法国赛车手菲利普·阿利奥出生于沃夫。

## 友好城市
截至2024年1月，莱维拉日沃韦安共与一座城市建立了友好城市关系：
- 義大利 斯特龙科内